# Айям аль-араб
Дні арабів (араб. أﻳﺎﻡ ﺍﻟﻌﺮﺏ — Айям аль-араб) — збірник давньоаравійських історичних переказів, які розповідали про війни між бедуїнами, кровну помсту, набіги, під час яких викрадалася худоба та жінки, конфлікти між двома воїнами чи племенами.
Перекази передавалися усно із покоління в покоління, аж поки арабські філологи не почали збирати їх у збірки (VII- IX століття). Серед укладачів:
- Абу Убайда Ма'амар ібн аль-Мусанна — уклав дві такі збірки, що містили 75 і 1200 «днів» відповідно;
- Абу-ль-Фарадж аль-Ісфахані — уклав збірку на 1700 «днів».

Жоден з цих давніх збірників не зберігся, тому «Дні арабів» дійшли до нас у творах пізніших авторів.
Збірка ділилися на цикли, як-от:
- війни арабських племен з Іраном;
- війни між північноаравійськими та південоаравійськими племенам;
- війни між племенами рабі'а та тамім;
- війни між племенами кінана і тамім;
- сварки в середині самих племен тощо.

Серед найвідоміших переказів: «Війна через верблюдицю Басус» (араб. ﺣﺮﺏ البسوس — Харб аль-Басус); «Війна через змагання у верховій їзді» (араб. حرب السباق — Харб аль-Сібак); «День Джахіза і Габри» (араб. يوم داحس والغبراء — Йаум Дахіс ва аль-Габра); «День Зу Кара» (араб. ﻳﻮﻢ ﺫﻱ ﻗﺎﺭ — Йаум Зу Кара).
«Дні арабів» — повністю прозаїчний твір, мова якого мало чим відрізняється від живого мовлення. Епітети та всякого роду прикраси не використовувались.